# Filippo Giardina
Filippo Giardina (Roma, 11 aprile 1974) è un comico italiano.

## Biografia
Dal 2001 si esibisce in locali e teatri come monologhista satirico. Nel 2009 ha fondato il collettivo satirico Satiriasi.
Nel 2013 viene contattato da Gregorio Paolini per portare il collettivo di Satiriasi all'interno del programma Aggratis! su Rai 2; in seguito diventa autore delle prime due edizioni del programma Nemico pubblico su Rai 3. Nella seconda edizione appare in video intervistato su temi d'attualità da giornalisti internazionali quali Udo Gumpel e Eric Joszef.
Dal 2014, per tre edizioni, partecipa come comico e coordinatore del programma Stand Up Comedy su Comedy Central. Nella stagione televisiva 2016/2017 è autore e panelist nelle cinquantacinque puntate di Sbandati su Rai 2. 

## Spettacoli comici
- Scusate ma oggi vomito (2001)
- Lavori in corso (2005)
- Io non so-vendesi costituzione articolo 21 in saldo (2008)
- Solerte Accidia-sesso politica religione e altre cose sporche (2010)
- Bolle di Sapone: esistenzialismo satirico da 4 soldi (2012)
- Sesto Potere (2013)
- Contumelie (2015)
- Lo ha già detto Gesù (2017)
- Formiche (2019)
- Dieci (2021)
- Cabaret (2023)

Filippo Giardina ha personalmente caricato su YouTube quattro suoi spettacoli, permettendone la fruizione gratuita: Contumelie, reso disponibile nel 2019, Lo ha già detto Gesù, caricato nel 2018, Formiche, registrato nel novembre del 2020 e pubblicato a novembre del 2021 e Dieci, caricato sulla piattaforma nel 2023.

## Programmi televisivi
- Aggratis! (2013)
- Nemico pubblico (2014-2015)
- Stand Up Comedy (2014-2016)
- Sbandati (2016-2017)